# هواگرد ورزشی سبک

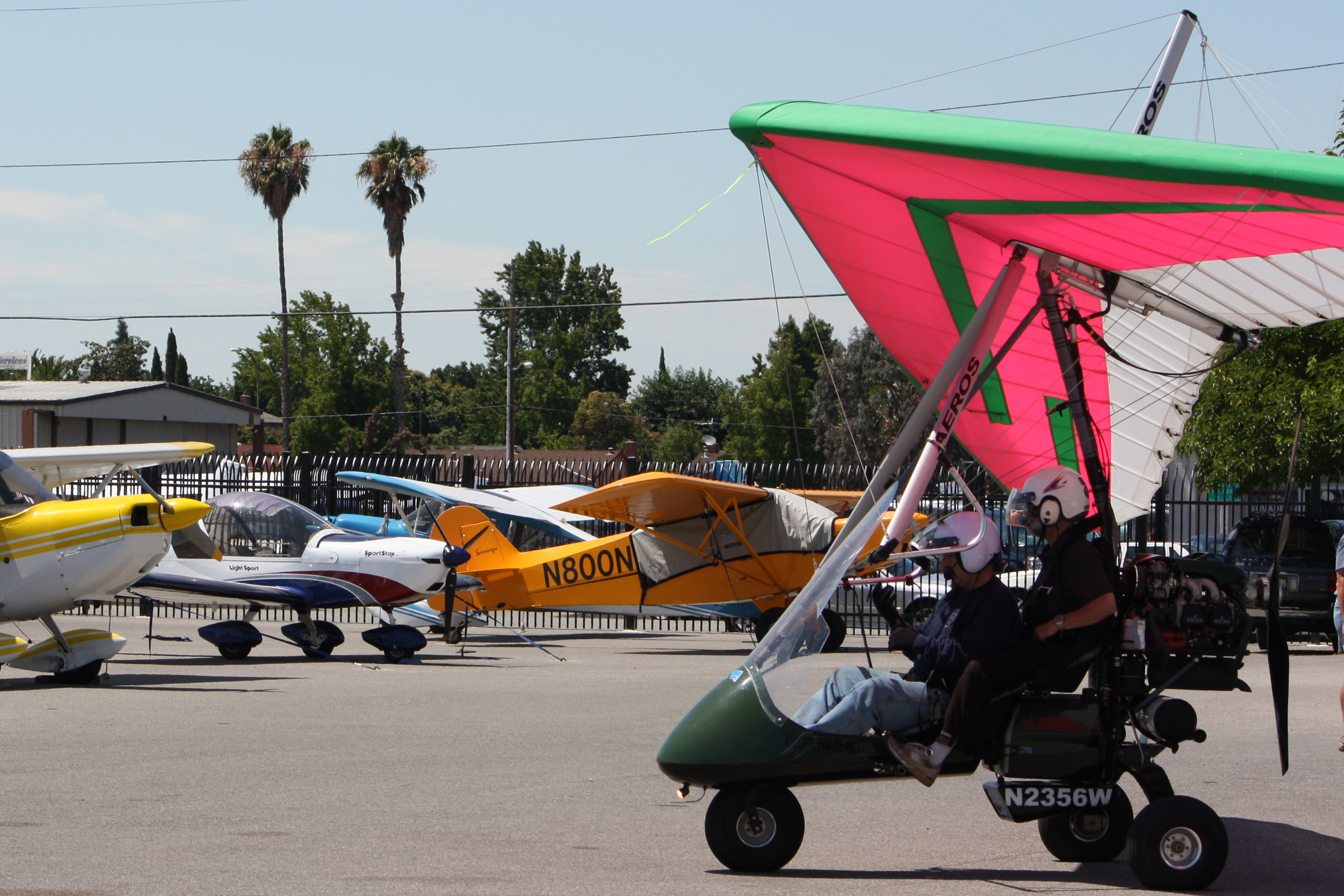
تعدادی هواگرد سبک ورزشی

یک هواگرد ورزشی سبک (انگلیسی: Light-sport aircraft) نوعی هواگرد است که پرواز با آن ساده بوده و دارای حداقل استانداردهای اداره‌های هوانوردی ملی هر کشور را برآورده می‌سازند.
برای مثال در استرالیا اداره امنیت هوانوردی غیرنظامی هواگرد سبک ورزشی را به صورت هواگردی غیر از هلی‌کوپتر و با مشخصاتی نظیر بیشینه وزن ناخالص برخاستن ۵۶۰ کیلوگرم تا ۶۵۰ کیلوگرم (برای انواع مختلف) و بیشینه سرعت واماندگی ۸۳ کیلومتر بر ساعت تعریف می‌کند.